# Alejandra Valencia
Alejandra Valencia Trujillo (* 17. Oktober 1994 in Hermosillo) ist eine mexikanische Bogenschützin.

## Karriere
Alejandra Valencia wurde 1994 als Kind von Elizabeth Trujillo und Francisco Valencia geboren.
Sie gewann zwei Goldmedaillen bei den Panamerikanischen Spielen 2011 in der Team- und Einzelwertung. 
2011 gewann sie außerdem Bronze in den Jugend-Weltmeisterschaften im Bogenschießen.
Valencia trat bei den Olympischen Sommerspielen 2012 und 2016 in Rio an. In London verlor sie im Alter von 17 Jahren das Achtelfinale im Einzelwettkampf. Das mexikanische Team schied im Viertelfinale gegen Japan aus.
In Rio de Janeiro schaffte es Valencia in das Halbfinale, in dem sie gegen die Deutsche Lisa Unruh verlor. Anschließend verlor sie auch das Match um die Bronzemedaille gegen die Olympiasiegerin von London, Ki Bo-bae, und wurde so Vierte. Im Teamwettkampf schied Mexiko wiederum im Viertelfinale aus. Bei den 2021 ausgetragenen Olympischen Spielen 2020 in Tokio gewann sie gemeinsam mit Luis Álvarez die Bronzemedaille im Mixedwettbewerb. Bei den Weltmeisterschaften im Bogenschießen 2023 in Berlin gewann sie die Silbermedaille im Einzel und die Bronzemedaille mit der Mannschaft. Bei den Olympischen Spielen 2024 in Paris vertrat sie Mexiko in drei Wettbewerben. Zunächst startete Ruiz im Mannschaftswettbewerb an der Seite von Ángela Ruiz und Ana Paula Vázquez. Nach Rang drei in der Platzierungsrunde besiegte die mexikanische Mannschaft zunächst Deutschland mit 5:1, ehe im Halbfinale gegen China eine 3:5-Niederlage folgte. Im Duell um die Bronzemedaille traf Mexiko auf die Mannschaft der Niederlande und setzte sich mit 6:2 durch, sodass Ruiz, Valencia und Vázquez den dritten Platz belegten. Beim Mixed qualifizierte sie sich mit Matías Grande für die K.-o.-Runde und schied in der im Viertelfinale gegen Deutschland aus. Im abschließenden Einzel schloss Ruiz die Platzierungsrunde auf dem achten Rang ab und zog bis ins Viertelfinale ein. Dort unterlag sie Lim Si-hyeon mit 3:5.